# Музей-библиотека Симеона Полоцкого
Музей-библиотека Симеона Полоцкого (бел. Музей-бібліятэка Сімяона Полацкага) расположен как и Музей белорусского книгопечатания в здании бывшей Братской школы Полоцкого Богоявленского монастыря, памятника архитектуры XVIII века.

## История
Музей был открыт 25 марта 1994 года во время празднования 500-летия со дня рождения Франциска Скорины. Художественное решение экспозиции осуществили художники С. Дмитриев и И. Куржалов.

## Концепция
Музей оформлен в стиле западноевропейской библиотеки XVII—XVIII веков. В интерьере — двухуровневое размещение книжных шкафов, бюсты ученых, а посередине читального зала — глобус (самый большой в Беларуси). Художественную концепцию воплотил И. Куржалов.

## Экспозиция
Музейная экспозиция рассказывает о разных периодах жизни Симеона Полоцкого. Значительное место отводится литературной и издательской деятельности поэта-просветителя. В музее хранятся оригиналы его книг: «Жезл правления» (1753), «Тестомент» (1680), «Вечеря душевная» (1683), книги XVII—XVIII веков, копии рукописей, труды исследователей жизни знаменитого полочанина.